# Luigi X di Francia
Luigi X, detto l'Attaccabrighe (le Hutin in francese) (Parigi, 4 ottobre 1289 – Vincennes, 5 giugno 1316), membro della dinastia capetingia, era figlio di Filippo IV il Bello e Giovanna di Navarra. Fu re di Francia per circa un anno e mezzo tra il 1314 e il 1316.

## Biografia

### Infanzia e adolescenza

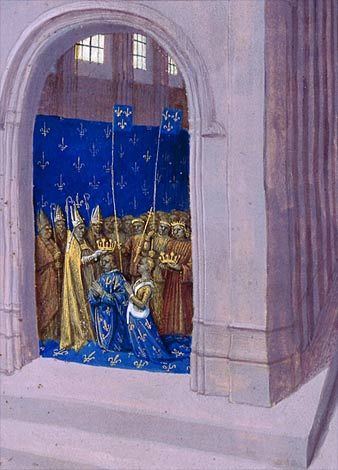
L'Incoronazione di Luigi X e di Clemenza d'Ungheria, sua seconda moglie.

Luigi, figlio primogenito di Filippo IV di Francia e Giovanna I di Navarra, nacque a Parigi il 4 ottobre 1289. Poco è noto della sua infanzia e giovinezza fino al momento in cui, alla morte della madre, il 4 aprile 1305, ereditò il Regno di Navarra. Il 21 settembre dello stesso anno sposò Margherita di Borgogna, dalla quale ebbe una figlia, Giovanna.
Il matrimonio, mai armonico, si concluse con lo scandalo della torre di Nesle. Nel 1314, Margherita di Borgogna e le sue cugine, Bianca e Giovanna di Borgogna, rispettivamente mogli di Carlo e Filippo Capetingi, fratelli minori di Luigi, furono arrestate con l'accusa di adulterio: i presunti amanti, due scudieri, furono condannati a morte; Margherita e Bianca, processate davanti al parlamento di Parigi e giudicate colpevoli, furono recluse a vita a Château Gaillard, mentre Giovanna fu assolta. Margherita non resse alla prigionia e morì per una polmonite.
Il 29 novembre 1314 morì re Filippo IV, e Luigi salì al trono di Francia, che in quegli anni stava vivendo una fase di acuta tensione tra le fazioni interne alla corte. I dissensi interni proseguirono anche dopo l'avvento del nuovo sovrano, al punto che i cronisti dell'epoca attribuirono a Luigi il nomignolo di "Attaccabrighe".
Necessitando di un erede maschio, Luigi decise di sposare una lontana cugina, Clemenza d'Ungheria, figlia di Carlo Martello d'Angiò e nipote di Carlo di Valois, zio paterno di Luigi e suo principale consigliere; Luigi e Clemenza furono incoronati a Reims il 24 agosto, 1315.

### Regno
Luigi resse il regno di Navarra per undici anni e fu re di Francia per meno di due: il suo regno fu dominato dalle continue faide con le fazioni nobili e da riforme, tra le quali si segnala l'abolizione della schiavitù e la possibilità per i servi di acquistare la propria libertà, pagando un riscatto in danaro al nobile proprietario.

#### Leghe regionali
Gli ultimi anni del regno di Filippo IV videro un rafforzamento della opposizione alle riforme finanziarie del sovrano; con la morte di Filippo e l'ascesa al trono di Luigi, giovane e inesperto, le rivolte divennero sempre più frequenti e furono organizzate diverse leghe nobiliari, aventi lo scopo di limitare il potere regio e mantenere le autonomie locali.
Le rivolte locali, inoltre, indussero Carlo di Valois, zio del re e suo principale consigliere, ad accusare di corruzione il ciambellano Enguerrand de Marigny, l'ex ministro di Filippo IV: l'accusa fallì ma Carlo di Valois riuscì comunque a convincere il nipote a sottoporre Marigny a processo per stregoneria e infine a giustiziarlo, nell'aprile del 1315 a Vincennes.
Infine, Luigi X decise di estromettere molti collaboratori del padre e di emettere diverse carte che riconoscessero diritti autonomi locali; fatto che, in ultima analisi, attenuò notevolmente la politica accentratrice di Filippo IV permise di calmare, almeno in parte, lo scontento della nobiltà locale.

#### Riammissione degli ebrei e riforme della servitù

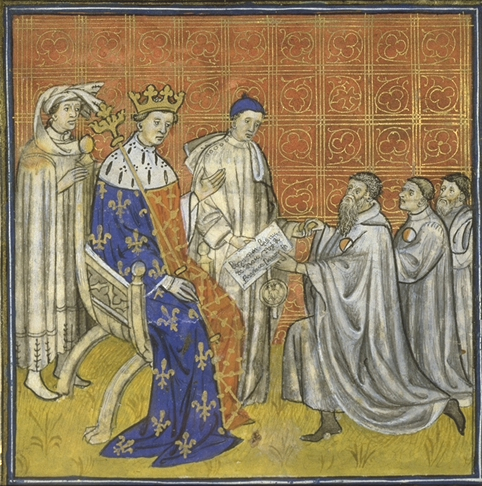
Luigi mentre riceve un diploma da alcuni ebrei che egli fece riammettere in Francia.

Sempre bisognoso di danaro, Luigi pensò che avrebbe potuto ottenere un gettito extra dalla riforma della servitù della gleba.
Nel 1315 emanò un proclama sancendo la liberazione automatica di qualunque schiavo che avesse "respirato aria di Francia" e che i servi avrebbero potuto ottenere la libertà pagando un riscatto, equamente fissato da un'apposita commissione, a beneficio della Corona (nel caso dei servi appartenenti al demanio regio) ovvero ripartito tra la Corona ed il signore feudale.
Poco tempo dopo, notando che il prezzo del riscatto era comunque elevato rispetto alle disponibilità di molti servi, Luigi stabilì che il pagamento pecuniario sarebbe stato sostituito dalla cessione di una quota prefissata della produzione agricola, fino alla completa estinzione del debito.
Il proclama di Luigi, pertanto, sebbene non avesse comportato la completa eliminazione dei privilegi signorili, di fatto determinò l'eliminazione del fenomeno della servitù così come l'abolizione della schiavitù, salvo determinati casi attestati nei porti della Francia mediterranea ed in Provenza.
Infine,  allo scopo di aumentare il gettito tributario, decise di revocare l'editto con il quale, nel 1306, Filippo IV aveva dichiarato il sequestro dei beni e l'espulsione della minoranza ebraica: gli ebrei furono quindi nuovamente ammessi in Francia con l'onere di indossare un braccialetto di riconoscimento e di vivere nei quartieri in cui precedentemente sorgevano le comunità ebraiche. L'editto avrebbe avuto una durata di dodici anni, con validità prorogabile a discrezione della Corona.

#### Conflitto nelle Fiandre

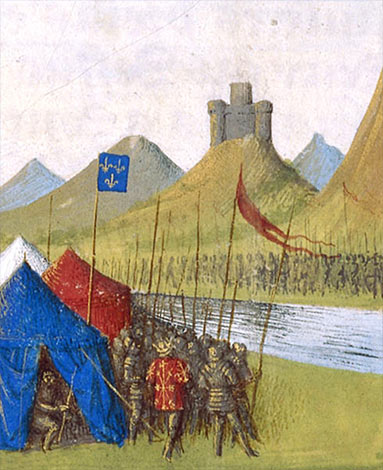
La campagna nelle Fiandre.

Dal padre Filippo IV di Francia,  aveva ereditato il complesso problema rappresentato dalle Fiandre, regione estremamente prospera per via delle sue industrie tessili e che godeva di una autonomia di fatto. Infatti, nel 1302, allo scopo di riaffermare l'autorità della Corona sulle città fiamminghe, Filippo IV aveva inviato un forte esercito, al comando di Roberto II d'Artois ma subì una pesante sconfitta nella Battaglia degli speroni d'oro; negli anni seguenti, a dispetto della vittoria di Mons-en-Pévèle, le truppe francesi non riuscirono mai ad ottenere la sottomissione definitiva della provincia.
Salito al trono, Luigi cercò di isolare diplomaticamente ed economicamente le Fiandre, vietando l'esportazione di derrate alimentari o altri beni e cercando di ottenere l'appoggio della Chiesa e del cognato, re Edoardo II d'Inghilterra. Nonostante gli sforzi profusi, il bando rimase largamente inapplicato a causa del fenomeno del contrabbando, particolarmente praticato dai mercanti spagnoli.
Dopo aver tentato l'embargo, il re ordinò l'invio di un esercito direttamente alle frontiere ma le forti difficoltà di approvvigionamento impedirono il conseguimento di un successo definitivo e costarono al re diverse denunce tanto dalla Chiesa tanto dalla nobiltà locale a causa delle requisizioni.

### Morte e successione
Giocatore appassionato di jeu de paume, o "tennis reale", Luigi divenne noto per aver ordinato la costruzione di campi da tennis coperti all'interno del palazzo reale, moda che, in seguito si sarebbe diffusa in tutta Europa.
Nel giugno del 1316, a seguito di una partita particolarmente estenuante, il re bevve una notevole quantità di vino ghiacciato che gli cagionò una forte polmonite o pleurite (anche se alcune fonti contemporanee sospettano un avvelenamento). Morì il 5 dello stesso mese.
All'epoca della morte di Luigi sua moglie Clemenza era incinta: era perciò impossibile conoscere il successore fino a quando il figlio non fosse nato: se si fosse trattato di un maschio, sarebbe succeduto al padre come re, se invece fosse stata una femmina, il trono sarebbe andato alla figlia maggiore del sovrano, Giovanna, il cui diritto, tuttavia, era dubbio per via dell'adulterio della madre.
Dunque, fu convenuto che Filippo, fratello minore del defunto, avrebbe tenuto la reggenza per i cinque mesi mancanti alla nascita del figlio di suo fratello, che si rivelò essere un maschio: quindi a Luigi succedette suo figlio postumo Giovanni I, il quale però, visse solamente cinque giorni e alla sua morte la nobiltà, temendo la debolezza di un regnante donna (e per giunta illegittima, secondo molti), escluse dalla successione la principessa Giovanna e il reggente Filippo assunse la corona.

## Ascendenza
|                        |                      |                                 | Genitori                           |  |  | Nonni |  |  | Bisnonni            |  |  | Trisnonni             |  |
|                        |                      |                                 |                                    |  |  |       |  |  | Luigi IX di Francia |  |  | Luigi VIII di Francia |  |
|                        |                      |                                 |                                    |  |  |       |  |  | Luigi IX di Francia |  |  | Luigi VIII di Francia |  |
|                        |                      | Bianca di Castiglia             |                                    |  |  |       |  |  | Luigi IX di Francia |  |  |                       |  |
| Filippo III di Francia |                      |                                 |                                    |  |  |       |  |  | Luigi IX di Francia |  |  |                       |  |
|                        |                      | Margherita di Provenza          | Raimondo Berengario IV di Provenza |  |  |       |  |  |                     |  |  |                       |  |
|                        |                      | Margherita di Provenza          | Raimondo Berengario IV di Provenza |  |  |       |  |  |                     |  |  |                       |  |
|                        |                      | Margherita di Provenza          | Beatrice di Savoia                 |  |  |       |  |  |                     |  |  |                       |  |
| Filippo IV di Francia  |                      | Margherita di Provenza          |                                    |  |  |       |  |  |                     |  |  |                       |  |
|                        |                      | Giacomo I d'Aragona             | Pietro II di Aragona               |  |  |       |  |  |                     |  |  |                       |  |
|                        |                      | Giacomo I d'Aragona             | Pietro II di Aragona               |  |  |       |  |  |                     |  |  |                       |  |
|                        |                      | Giacomo I d'Aragona             | Maria di Montpellier               |  |  |       |  |  |                     |  |  |                       |  |
| Isabella d'Aragona     |                      | Giacomo I d'Aragona             |                                    |  |  |       |  |  |                     |  |  |                       |  |
|                        |                      | Iolanda d'Ungheria              | Andrea II d'Ungheria               |  |  |       |  |  |                     |  |  |                       |  |
|                        |                      | Iolanda d'Ungheria              | Andrea II d'Ungheria               |  |  |       |  |  |                     |  |  |                       |  |
|                        |                      | Iolanda d'Ungheria              | Iolanda di Courtenay               |  |  |       |  |  |                     |  |  |                       |  |
| Luigi X di Francia     |                      | Iolanda d'Ungheria              |                                    |  |  |       |  |  |                     |  |  |                       |  |
|                        | Tebaldo I di Navarra | Tebaldo III di Champagne        |                                    |  |  |       |  |  |                     |  |  |                       |  |
|                        | Tebaldo I di Navarra | Tebaldo III di Champagne        |                                    |  |  |       |  |  |                     |  |  |                       |  |
|                        | Tebaldo I di Navarra | Bianca di Navarra               |                                    |  |  |       |  |  |                     |  |  |                       |  |
| Enrico I di Navarra    | Tebaldo I di Navarra |                                 |                                    |  |  |       |  |  |                     |  |  |                       |  |
|                        |                      | Margherita di Borbone-Dampierre | Arcimbaldo VIII di Borbone         |  |  |       |  |  |                     |  |  |                       |  |
|                        |                      | Margherita di Borbone-Dampierre | Arcimbaldo VIII di Borbone         |  |  |       |  |  |                     |  |  |                       |  |
|                        |                      | Margherita di Borbone-Dampierre | Guigone de Forez                   |  |  |       |  |  |                     |  |  |                       |  |
| Giovanna I di Navarra  |                      | Margherita di Borbone-Dampierre |                                    |  |  |       |  |  |                     |  |  |                       |  |
|                        |                      | Roberto I d'Artois              | Luigi VIII di Francia              |  |  |       |  |  |                     |  |  |                       |  |
|                        |                      | Roberto I d'Artois              | Luigi VIII di Francia              |  |  |       |  |  |                     |  |  |                       |  |
|                        |                      | Roberto I d'Artois              | Bianca di Castiglia                |  |  |       |  |  |                     |  |  |                       |  |
| Bianca d'Artois        |                      | Roberto I d'Artois              |                                    |  |  |       |  |  |                     |  |  |                       |  |
|                        |                      | Matilde di Brabante             | Enrico II di Brabante              |  |  |       |  |  |                     |  |  |                       |  |
|                        |                      | Matilde di Brabante             | Enrico II di Brabante              |  |  |       |  |  |                     |  |  |                       |  |
|                        |                      | Matilde di Brabante             | Maria di Svevia                    |  |  |       |  |  |                     |  |  |                       |  |
|                        |                      | Matilde di Brabante             |                                    |  |  |       |  |  |                     |  |  |                       |  |